# Roberto Piccioli
Roberto Piccioli (Grosseto, 4 luglio 1960) è un giocatore di baseball italiano.
Esordì in serie A nel 1978 con il Bbc Grosseto, squadra con cui vincerà lo scudetto nel 1986.